# Kim Dong-sung
Kim Dong-sung (kor. 김동성, ur. 9 lutego 1980 w Seulu) – południowokoreański łyżwiarz szybki specjalizujący się w short tracku, wielokrotny medalista olimpijski, mistrzostw świata oraz zimowych igrzysk azjatyckich.
Brał udział w dwóch igrzyskach (IO 98, IO 02), medale zdobywał podczas debiutu. Został mistrzem na dystansie 1000 metrów, a w sztafecie był drugi. Miał wówczas niecałe osiemnaście lat. Cztery lata później został w kontrowersyjnych okolicznościach zdyskwalifikowany po zwycięstwie na 1500 metrów, złoto przyznano Amerykaninowi Apolo Antonowi Ohno. Na mistrzostwach świata zdobył ponad dwadzieścia medali, w tym dwanaście złotych. Dwa razy był mistrzem w wieloboju (1997, 2002).